# مونتيكريتو
مونتيكريتو (بالإيطالية: Montecreto)‏ هي بلدية في مقاطعة مودينا في إقليم إميليا رومانيا الإيطالي.

## السكان
في سنة 1861 بلغ عدد السكان 1٬579 نسمة، وتطور العدد ليصل في سنة 2011 لـ 1٬000 نسمة.
يظهر هذا المخطط البياني تطور النمو السكاني لـ مونتيكريتو